# 十思公園

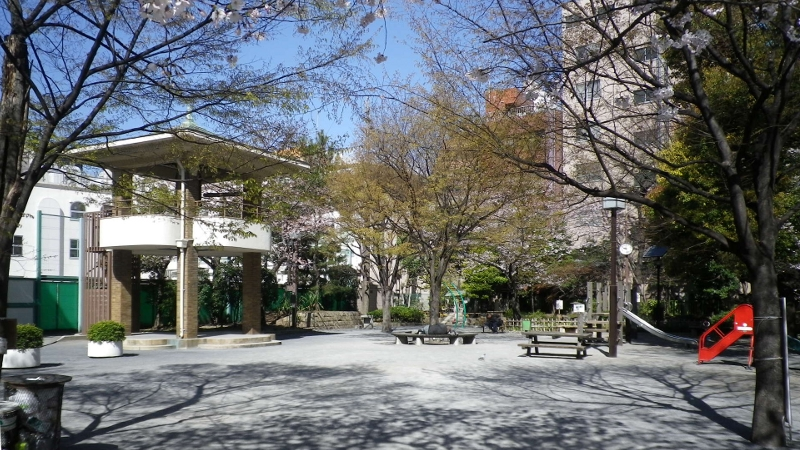
2011年4月撮影

十思公園（じっしこうえん）は、東京都中央区日本橋小伝馬町にある公園。

## 略歴
江戸時代、このあたり一帯は伝馬町牢屋敷であったことから、公園内には処刑の合図となった石町時の鐘（もとは同じ日本橋の石町にあった）があるほか、そこで処刑された吉田松陰の石碑もある。隣は十思スクエア（旧:十思小学校）で、隣接する同別館には小伝馬町牢屋敷展示館がある。

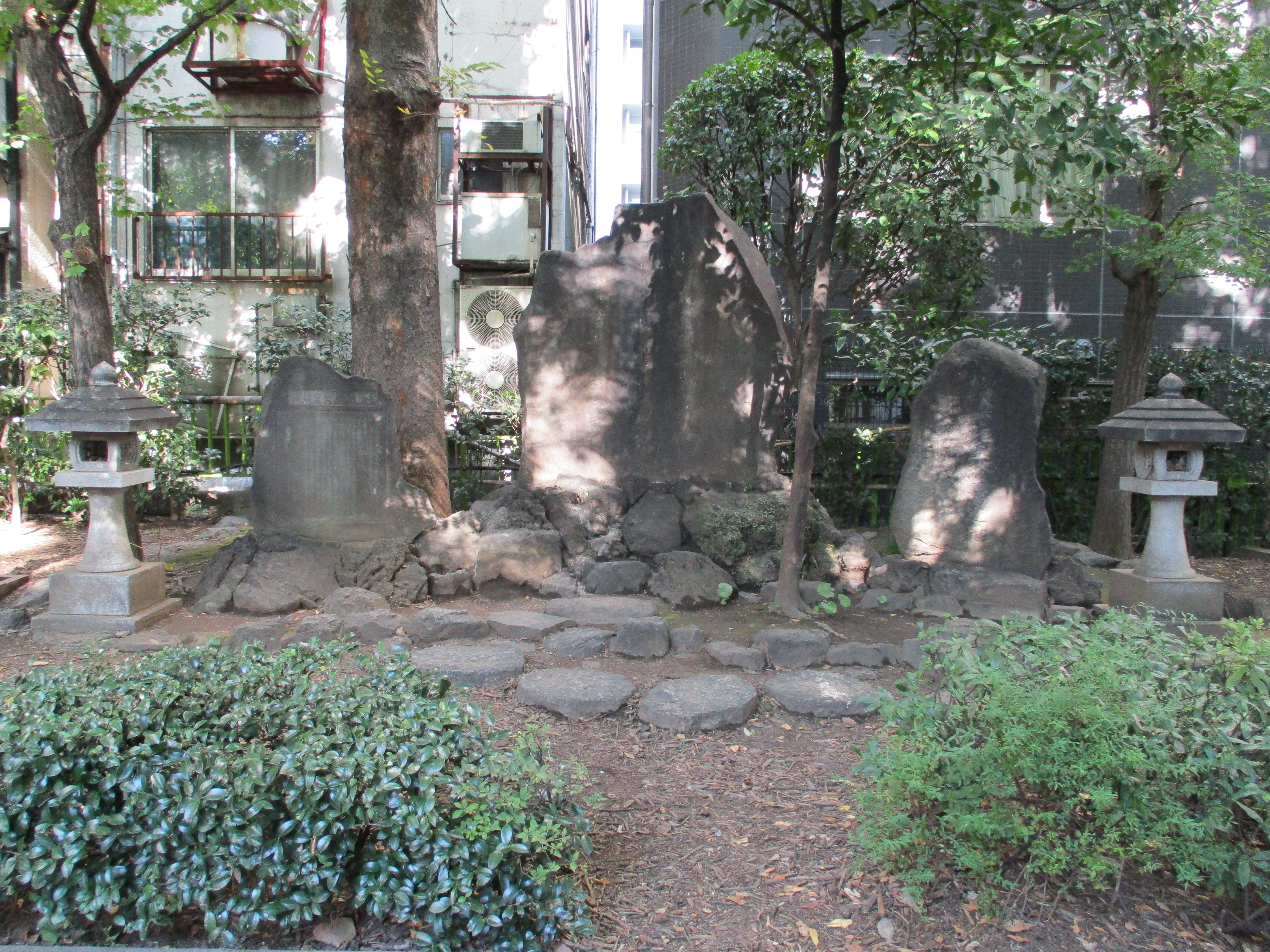
吉田松蔭直筆の辞世の句の石碑と、吉田松陰終焉の地の石碑
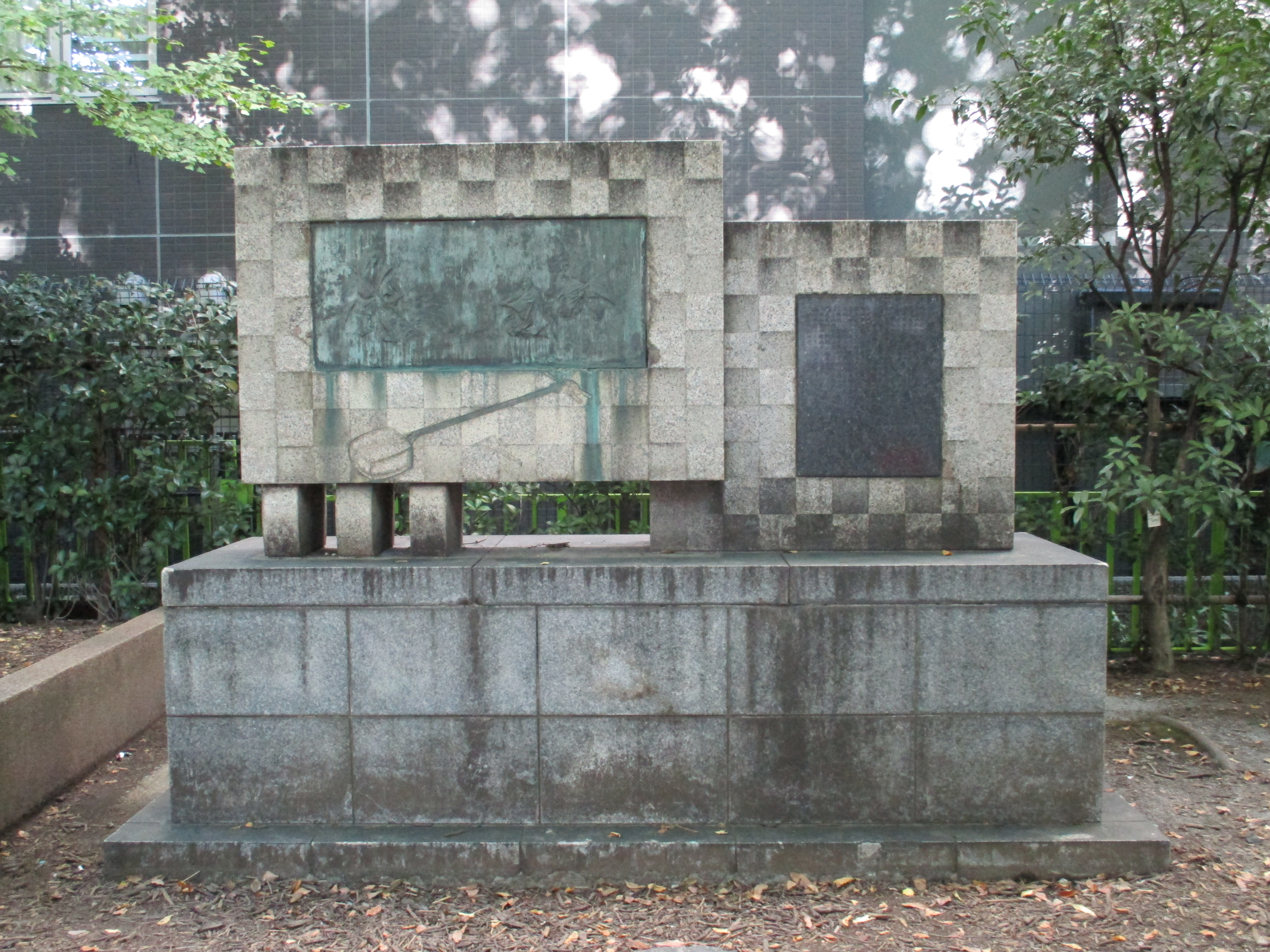
杵屋勝三郎歴代記念碑
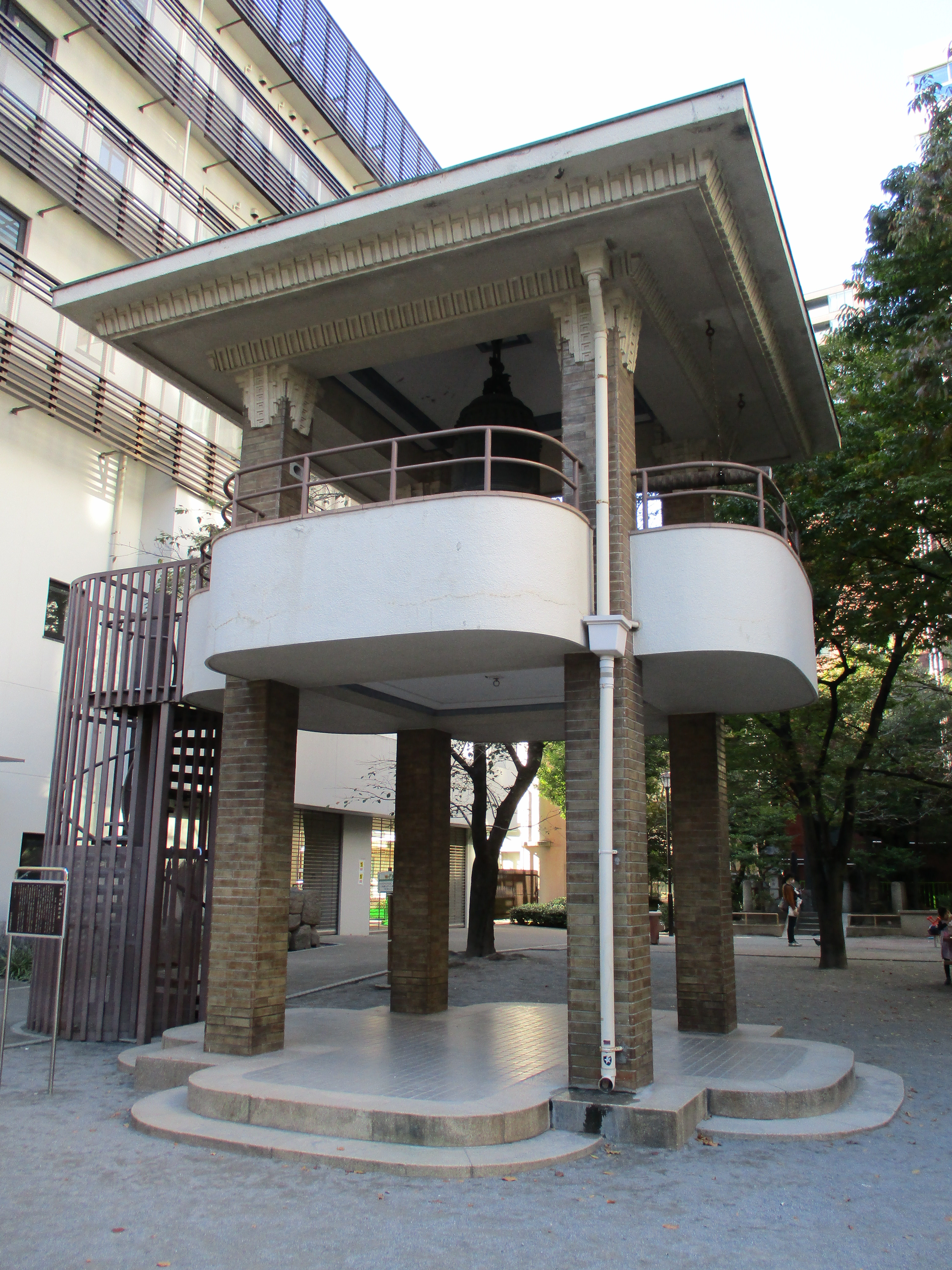
石町時の鐘
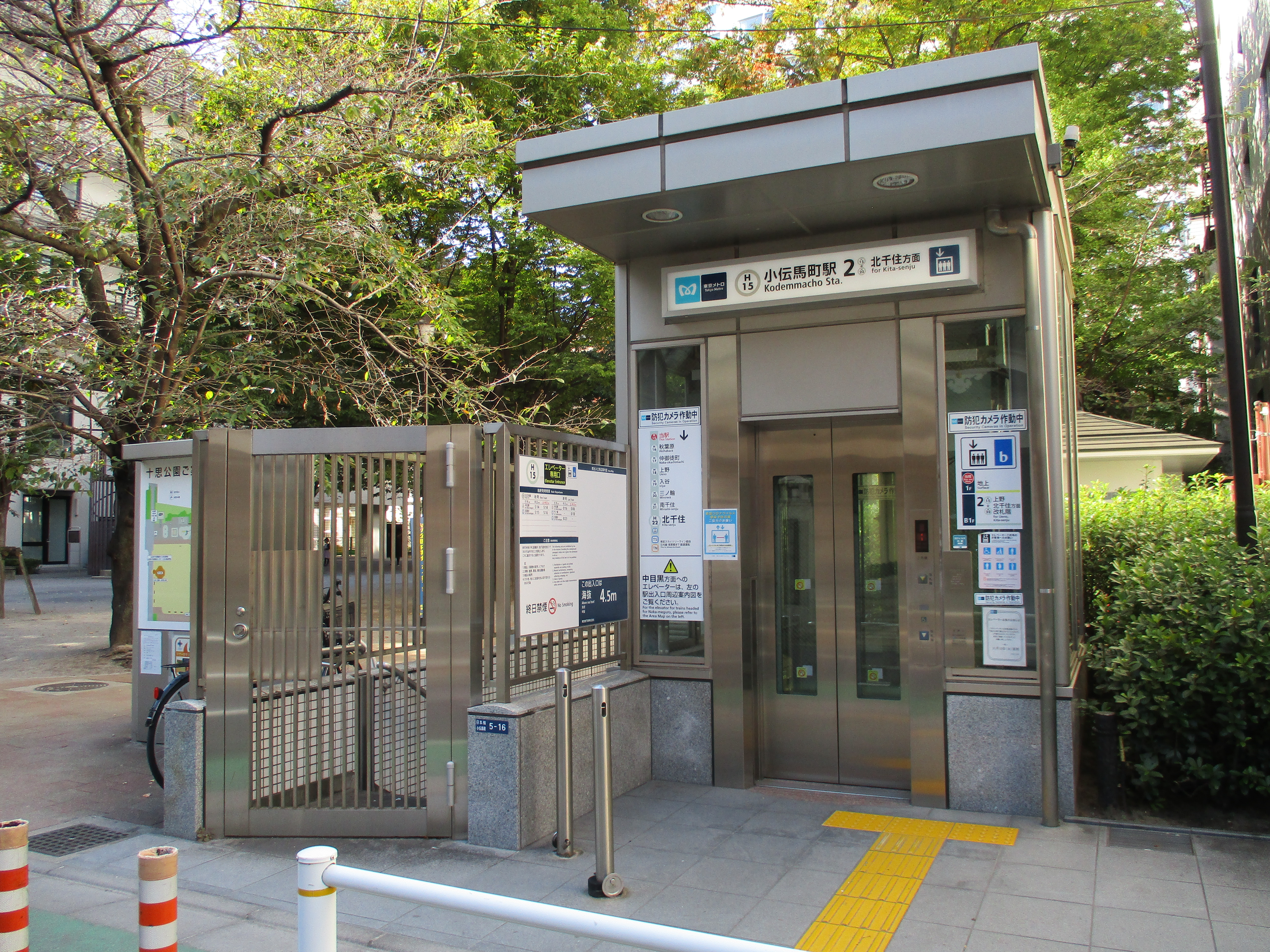
小伝馬町駅のエレベーター出口

## 周辺
- 十思スクエア - 隣にある
- 大安楽寺 - 道の向かいにある
- 身延別院 - はす向かいにある
- 小伝馬町駅 - 出口の一つがある

## アクセス
- 小伝馬町駅から徒歩1分。